# Frederik VI.
Frederik VI. (28. ledna 1768, Kodaň – 3. prosince 1839, tamtéž) byl mezi lety 1808 a 1839 dánský král a mezi lety 1808 až 1814 král norský. Jako následník trůnu byl v letech 1784–1808 regentem svého fyzicky i mentálně nezpůsobilého otce krále Kristiána VII.

## Životopis
Frederik VI. se narodil jako první dítě a jediný syn dánského krále Kristiána VII. a jeho ženy, britské princezny Karoliny Matyldy, nejmladší sestry britského krále Jiřího III. Ze strany matky byl tedy spřízněn s britskou a hannoverskou královskou rodinou.

### Dětství
Měl neveselé dětství, neboť jeho matka byla v roce 1772 sesazena a následně vypovězena ze země pro svůj blízký (údajně milostný) vztah s lékařem svého manžela, Johannem Friedrichem Struensee. Frederik svou matku již nikdy neviděl (zemřela tři roky poté) a zůstal u svého otce, který ovšem jako duševně nemocný se nemohl dítěti věnovat.

### Princ regent
Roku 1784, ve svých 16 letech, se jako korunní princ chopil vlády ve jménu svého duševně nemocného otce, odsunul tak od moci státního ministra Ove Høegh-Guldberg, exponenta své ambiciózní nevlastní babičky Juliany Marie Brunšvicko-Wolfenbüttelské. Jako regent krále pak působil do jeho smrti 13. března 1808; poté nastoupil na dánský trůn jako král Frederik VI.

## Vláda

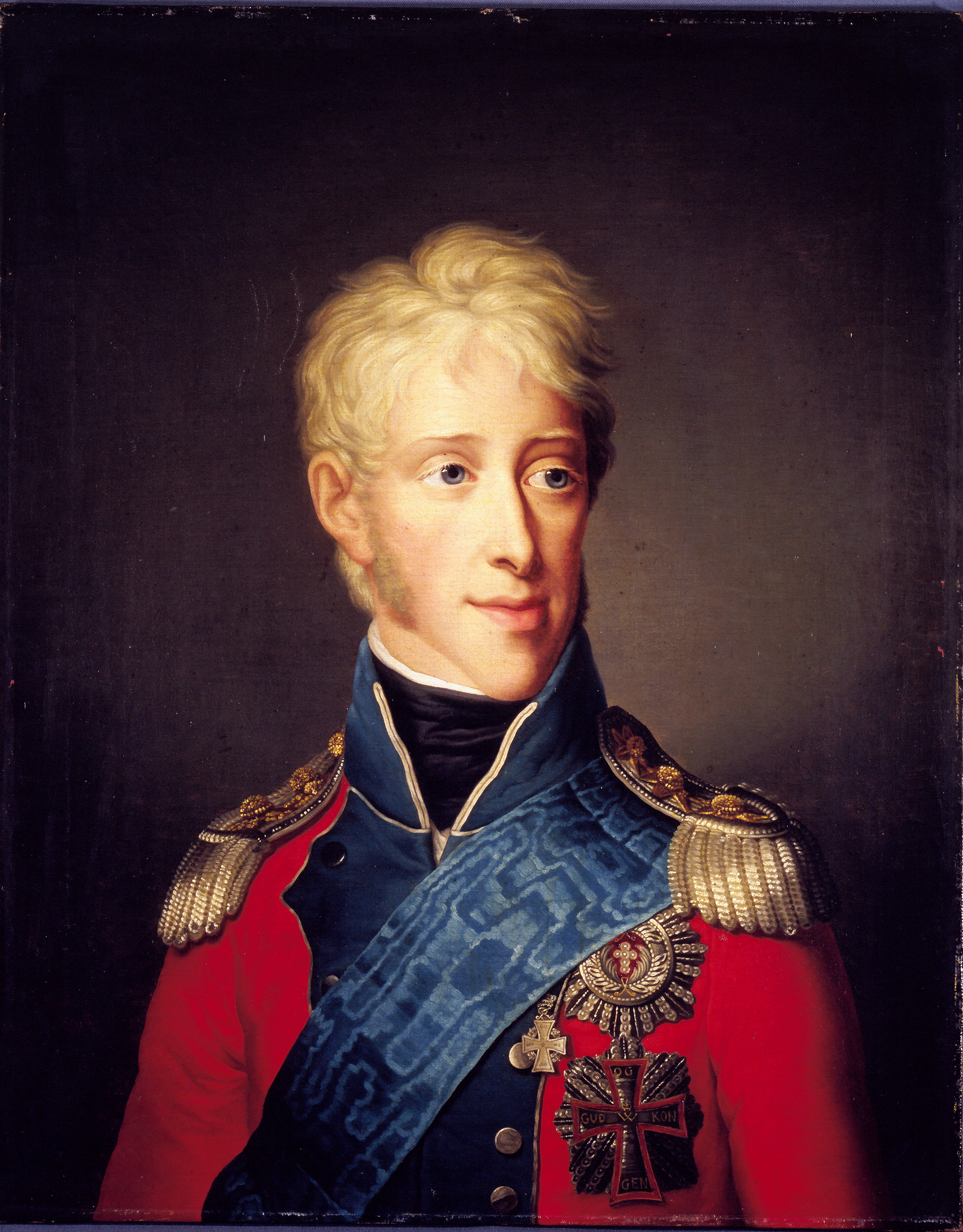
Frederik VI.

Frederik byl příznivcem osvícenství; ve spolupráci s hrabětem Andreasem Peterem Bernstorffem uskutečnil řadu liberálních reforem, mezi jiným např. zrušil nevolnictví, zavedl svobodu tisku, zakázal obchod s otroky či uzákonil občanská práva pro Židy.
Za napoleonských válek stálo dosud neutrální Dánsko po dvojím bombardování Kodaně britskou flotilou (1801,1807) od 31.10.1807 na straně Francie a Frederik musel dělat ústupky ve prospěch Švédska a Francie; ty vyústily podepsáním Kielského míru, v důsledku kterého v roce 1814 Norsko připadlo Švédsku, ale Grónsko, Island a Faerské ostrovy zůstaly územím Dánska. Král se kvůli udržení suverenity Dánska též osobně vypravil na Vídeňský kongres.
V poslední fázi jeho vlády se projevilo jisté oživení státních financí, zruinovaných válkami, a došlo k některým demokratizačním opatřením.

## Manželství a potomci
31. července roku 1790 se Frederik v Gottorpském paláci v Šlesviku oženil s Marií Hesensko-Kasselskou (1767–1852), německou šlechtičnou, spřízněnou s britskou i dánskou královskou rodinou. Z jejich manželství vzešlo osm potomků, šest z nich však zemřelo téměř bezprostředně či záhy po narození, dospělého věku se dožily pouze dvě dcery.
Ani jedna z nich neměla děti; tak tato linie oldenburské dynastie tak vymřela nejen po meči, ale i po přeslici:
- Kristián (22. září 1791 – 23. září 1791)
- Marie Luisa (19. listopadu 1792 – 12. října 1793)
- Karolina (28. října 1793 – 31. března 1881), ⚭ 1829 Frederik Ferdinand Dánský (22. listopadu 1792 – 29. června 1863)
- Luisa (21. srpna 1795 – 7. prosince 1795)
- Kristián (1. září 1797 – 5. září 1797)
- Juliana Luisa (12. února 1802 – 23. února 1802)
- Frederika Marie (3. června 1805 – 14. června 1805)
- Vilemína Marie (18. ledna 1808 – 30. května 1891),
⚭ 1828 Frederik (6. října 1808 – 15. listopadu 1863), vévoda šlesvický, holštýnský a lauenburský a jako Frederik VII. král dánský od roku 1848 až do své smrti, manželé se rozvedli v roce 1834
⚭ 1835 Karel Šlesvicko-Holštýnsko-Sonderbursko-Glücksburský (30. září 1813 – 24. října 1878)

Frederik byl rovněž otcem řady nemanželských dětí: Luisa a Karolina, hraběnky von Brockdorff, Frederik a Valdemar.

## Nástupce na trůn
Z osmi dětí Frederika VI. se dospělého věku dožily pouze dvě dcery, jež podle tehdejší právní úpravy vycházející ze Salického práva nemohly uplatnit následnické právo k dánskému a norskému trůnu (ani ony ostatně neměly potomky). Na trůn tedy nastoupil jeho bratranec (syn Frederika Dánského, mladšího nevlastního bratra Kristiána VII.) jako Kristián VIII.

## Vývod z předků
|                |                                          |  |         |                                          |  |  |  |  |  |  |  | Frederik IV. Dánský |
|                |                                          |  |         |                                          |  |  |  |  |  |  |  |                     |
|                | Kristián VI.                             |  |         |                                          |  |  |  |  |  |  |  |                     |
|                |                                          |  |         |                                          |  |  |  |  |  |  |  |                     |
|                |                                          |  |         | Luisa Meklenburská                       |  |  |  |  |  |  |  |                     |
|                |                                          |  |         |                                          |  |  |  |  |  |  |  |                     |
|                | Frederik V.                              |  |         |                                          |  |  |  |  |  |  |  |                     |
|                |                                          |  |         |                                          |  |  |  |  |  |  |  |                     |
|                |                                          |  |         | Kristián Jindřich Braniborsko-Kulmbašský |  |  |  |  |  |  |  |                     |
|                |                                          |  |         |                                          |  |  |  |  |  |  |  |                     |
|                | Žofie Magdalena Braniborská              |  |         |                                          |  |  |  |  |  |  |  |                     |
|                |                                          |  |         |                                          |  |  |  |  |  |  |  |                     |
|                |                                          |  |         | Žofie Kristýna Wolfsteinská              |  |  |  |  |  |  |  |                     |
|                |                                          |  |         |                                          |  |  |  |  |  |  |  |                     |
|                | Kristián VII.                            |  |         |                                          |  |  |  |  |  |  |  |                     |
|                |                                          |  |         |                                          |  |  |  |  |  |  |  |                     |
|                |                                          |  |         | Jiří I.                                  |  |  |  |  |  |  |  |                     |
|                |                                          |  |         |                                          |  |  |  |  |  |  |  |                     |
|                | Jiří II.                                 |  |         |                                          |  |  |  |  |  |  |  |                     |
|                |                                          |  |         |                                          |  |  |  |  |  |  |  |                     |
|                |                                          |  |         | Žofie Dorotea z Celle                    |  |  |  |  |  |  |  |                     |
|                |                                          |  |         |                                          |  |  |  |  |  |  |  |                     |
|                | Luisa Hannoverská                        |  |         |                                          |  |  |  |  |  |  |  |                     |
|                |                                          |  |         |                                          |  |  |  |  |  |  |  |                     |
|                |                                          |  |         | Jan Bedřich Braniborsko-Ansbašský        |  |  |  |  |  |  |  |                     |
|                |                                          |  |         |                                          |  |  |  |  |  |  |  |                     |
|                | Karolina z Ansbachu                      |  |         |                                          |  |  |  |  |  |  |  |                     |
|                |                                          |  |         |                                          |  |  |  |  |  |  |  |                     |
|                |                                          |  |         | Eleonora Sasko-Eisenašská                |  |  |  |  |  |  |  |                     |
|                |                                          |  |         |                                          |  |  |  |  |  |  |  |                     |
| 'Frederik VI.' |                                          |  |         |                                          |  |  |  |  |  |  |  |                     |
|                |                                          |  |         |                                          |  |  |  |  |  |  |  |                     |
|                |                                          |  | Jiří I. |                                          |  |  |  |  |  |  |  |                     |
|                |                                          |  |         |                                          |  |  |  |  |  |  |  |                     |
|                | Jiří II.                                 |  |         |                                          |  |  |  |  |  |  |  |                     |
|                |                                          |  |         |                                          |  |  |  |  |  |  |  |                     |
|                |                                          |  |         | Žofie Dorotea z Celle                    |  |  |  |  |  |  |  |                     |
|                |                                          |  |         |                                          |  |  |  |  |  |  |  |                     |
|                | Frederik Ludvík Hannoverský              |  |         |                                          |  |  |  |  |  |  |  |                     |
|                |                                          |  |         |                                          |  |  |  |  |  |  |  |                     |
|                |                                          |  |         | Jan Fridrich Braniborsko-Ansbašský       |  |  |  |  |  |  |  |                     |
|                |                                          |  |         |                                          |  |  |  |  |  |  |  |                     |
|                | Karolina z Ansbachu                      |  |         |                                          |  |  |  |  |  |  |  |                     |
|                |                                          |  |         |                                          |  |  |  |  |  |  |  |                     |
|                |                                          |  |         | Eleonora Sasko-Eisenašská                |  |  |  |  |  |  |  |                     |
|                |                                          |  |         |                                          |  |  |  |  |  |  |  |                     |
|                | Karolina Matylda Hannoverská             |  |         |                                          |  |  |  |  |  |  |  |                     |
|                |                                          |  |         |                                          |  |  |  |  |  |  |  |                     |
|                |                                          |  |         | Fridrich I. Sasko-Gothajsko-Altenburský  |  |  |  |  |  |  |  |                     |
|                |                                          |  |         |                                          |  |  |  |  |  |  |  |                     |
|                | Fridrich II. Sasko-Gothajsko-Altenburský |  |         |                                          |  |  |  |  |  |  |  |                     |
|                |                                          |  |         |                                          |  |  |  |  |  |  |  |                     |
|                |                                          |  |         | Magdaléna Sibyla Sasko-Weissenfelská     |  |  |  |  |  |  |  |                     |
|                |                                          |  |         |                                          |  |  |  |  |  |  |  |                     |
|                | Augusta Sasko-Gothajská                  |  |         |                                          |  |  |  |  |  |  |  |                     |
|                |                                          |  |         |                                          |  |  |  |  |  |  |  |                     |
|                |                                          |  |         | Karel Anhaltsko-Zerbstský                |  |  |  |  |  |  |  |                     |
|                |                                          |  |         |                                          |  |  |  |  |  |  |  |                     |
|                | Magdalena Augusta Anhaltsko-Zerbstská    |  |         |                                          |  |  |  |  |  |  |  |                     |
|                |                                          |  |         |                                          |  |  |  |  |  |  |  |                     |
|                |                                          |  |         | Žofie Sasko-Weissenfelská                |  |  |  |  |  |  |  |                     |
|                |                                          |  |         |                                          |  |  |  |  |  |  |  |                     |